# Quinetia
Quinetia je monotipski rod jednogodišnjeg raslinja iz porodice glavočika smješten u tribus Gnaphalieae, dio potporodice Asteroideae. 
Jedina vrsta je Q. urvillei s juga Australije (Zapana Australija, Južna Australija, Victoria). Stabljika je uspravna, naraste do 17. cm